# Jesper van der Wielen
Jesper van der Wielen (ur. 2 sierpnia 1991) – holenderski lekkoatleta specjalizujący się w biegach długich.
W biegu na 5000 metrów był siódmy na mistrzostwach Europy juniorów (2009) oraz dziesiąty na mistrzostwach świata juniorów (2010). Podczas rozgrywanych w lipcu 2011 w Ostrawie młodzieżowych mistrzostw Europy wywalczył brązowy medal. Reprezentant kraju w drużynowych mistrzostwach Europy. 
Rekord życiowy w biegu na 5000 metrów: 13:29,02 (26 maja 2012, Oordegem).

## Osiągnięcia
| Rok  | Impreza                               | Miejsce   | Konkurencja        | Lokata      | Wynik    |
| ---- | ------------------------------------- | --------- | ------------------ | ----------- | -------- |
| 2009 | I liga drużynowych mistrzostw Europy  | Bergen    | bieg na 3000 m     | 8. miejsce  | 8;34,09  |
| 2009 | Mistrzostwa Europy juniorów           | Nowy Sad  | bieg na 5000 m     | 7. miejsce  | 14:29,47 |
| 2009 | Mistrzostwa Europy w biegu na przełaj | Dublin    | bieg juniorów      | 21. miejsce | 19:17    |
| 2010 | Mistrzostwa świata juniorów           | Moncton   | bieg na 5000 m     | 10. miejsce | 14:09,11 |
| 2010 | Mistrzostwa Europy w biegu na przełaj | Albufeira | bieg juniorów      | 7. miejsce  | 18:19    |
| 2011 | Młodzieżowe mistrzostwa Europy        | Ostrawa   | bieg na 5000 m     | 3. miejsce  | 14:23,31 |
| 2011 | Mistrzostwa Europy w biegu na przełaj | Velenje   | bieg młodzieżowców | 12. miejsce | 24:04    |
| 2013 | Młodzieżowe mistrzostwa Europy        | Tampere   | bieg na 5000 m     | 9. miejsce  | 14:29,24 |